# Dalmatika

Dalmatika

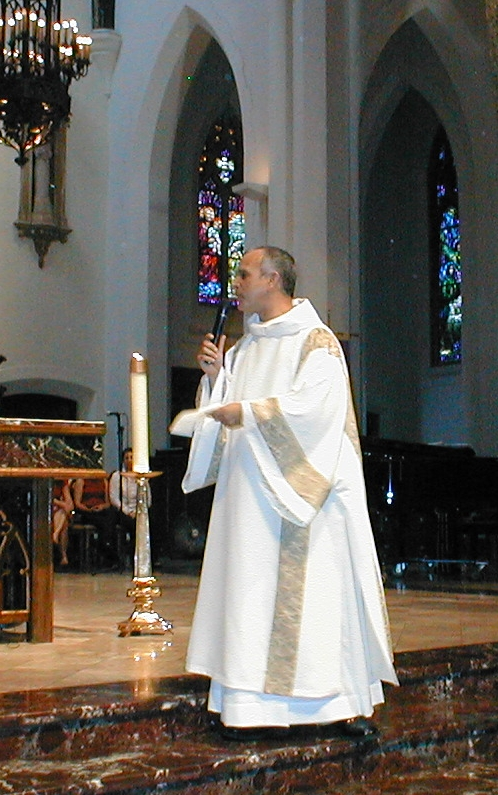
Katolsk diakon iförd dalmatika

Dalmatika är ett långt liturgiskt plagg med vida ärmar, som bärs av en diakon. Det används inom romersk-katolska kyrkan, anglikanska kyrkan och Förenade Metodistkyrkan.